# Deceiver of the Gods
Deceiver of the Gods es el noveno álbum de estudio de la banda de death metal melódico sueco Amon Amarth. Fue lanzado en Suecia y Finlandia el 19 junio de 2013, y en EE.UU. el 25 de junio de 2013. El excantante Messiah Marcolin del grupo Candlemass hace una aparición especial en la pista "Hel".
El título del álbum y su portada fueron revelados el 12 de abril de 2013, el título de la canción fue lanzada en la página web de la banda un día después, estando disponible para streaming o como descarga gratuita. Un video de la canción fue lanzada en septiembre de 2014.
En Canadá, el álbum debutó en el número 9 en la Lista de Álbumes de Canadá.

## Lista de canciones
| N.º   | Título                                                | Duración |  |
| 1.    | «Deceiver of the Gods»                                | 4:19     |  |
| 2.    | «As Loke Falls»                                       | 4:38     |  |
| 3.    | «Father of the Wolf»                                  | 4:19     |  |
| 4.    | «Shape Shifter»                                       | 4:02     |  |
| 5.    | «Under Siege»                                         | 6:17     |  |
| 6.    | «Blood Eagle»                                         | 3:15     |  |
| 7.    | «We Shall Destroy»                                    | 4:25     |  |
| 8.    | «Hel (con Messiah Marcolin, exmiembro de Candlemass)» | 4:09     |  |
| 9.    | «Coming of the Tide»                                  | 4:16     |  |
| 10.   | «Warriors of the North»                               | 8:12     |  |
| 47:52 |                                                       |          |  |

### "Under the Influence" EP (Edición Limitada digipack con 2 CD)
| N.º   | Título                   | Duración |  |
| 1.    | «Burning Anvil of Steel» | 4:27     |  |
| 2.    | «Satan Rising»           | 4:20     |  |
| 3.    | «Snake Eyes»             | 3:13     |  |
| 4.    | «Stand Up to Go Down»    | 3:27     |  |
| 15:27 |                          |          |  |

## Recepción
Según Metacritic, el álbum recibió "críticas generalmente favorables basado en 7 críticos", con un marcador global de 67 sobre 100. Allmusic elogió el álbum por equilibrar “explosiones de brutalidad Vikinga” con "melodías ingeniosas" mientras Exclaim.ca otorgó igualmente una puntuación favorable para la mezcla de la banda de "melodías crecientes" con la "precisión brutal" de los ritmos. Sin embargo, Pitchfork criticó el álbum como formulista y sin inspiración, mientras que About.com describe el álbum como una "decepción" debido al enfoque de “jugar seguro” de Amon Amarth. Este punto de vista es contrario al expresado en Decibel Magazine, donde el álbum fue elogiado por el duelo de guitarras que invocan a Thin Lizzy, Iron Maiden y Judas Priest, mientras que el “reflujo exactamente tejido y el flujo de tempo y el estilo” hicieron que el álbum fuera “desde arrasar hasta empollar al himno en una trayectoria bien concebida”.

## Personal

### Amon Amarth
- Johan Hegg − voz
- Olavi Mikkonen − guitarra
- Johan Söderberg − guitarra
- Ted Lundström − bajo
- Fredrik Andersson − batería

### Adicional
- Messiah Marcolin (ex-Candlemass) − voz en "Hel"

### Producción
- Andy Sneap − productor, mezclador, masterización.
- Tom Thiel − diseño del álbum

## Posición en listas
| Lista (2013)                          | Posición más alta |
| ------------------------------------- | ----------------- |
| Álbumes alemanes (Offizielle Top 100) | 3                 |
| Álbumes húngaros (MAHASZ)             | 15                |

## Vídeos musicales
- Father of the Wolf (cortometraje)